# آرتم اسمیرنوف (تنیس‌باز)
 آرتم اسمیرنوف (اوکراینی: Артем Смирнов؛ زادهٔ ۲ فوریهٔ ۱۹۸۸) یک تنیس‌باز اهل اوکراین است.